# Eseményhorizont Távcső

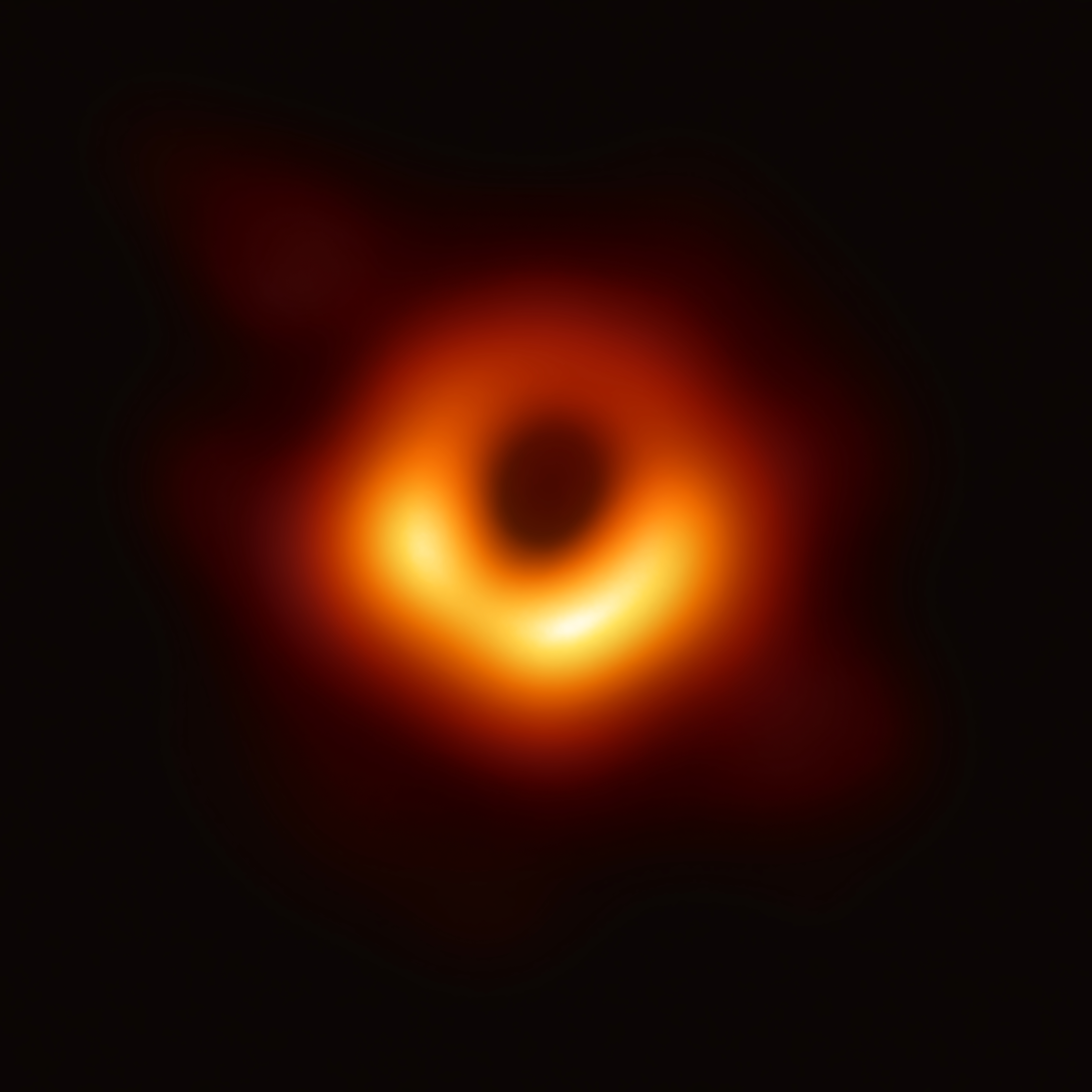
Első kép egy fekete lyukról

Az Eseményhorizont Távcső (angolul Event Horizon Telescope, EHT) egy globális rádiótávcső hálózat. 2019-ben nyolc földi rádiótávcső nemzetközi együttműködésben üzemeltetett bolygóméretű hálózata, amelyet arra terveztek, hogy képet alkossanak egy fekete lyukról. 2019. április 10-én jelentették be, hogy az EHT segítségével sikerült egy szupermasszív fekete lyuk (a Messier 87 galaxis központjában lévő fekete lyuk) árnyékáról képet alkotni.

## Távcsőhálózat

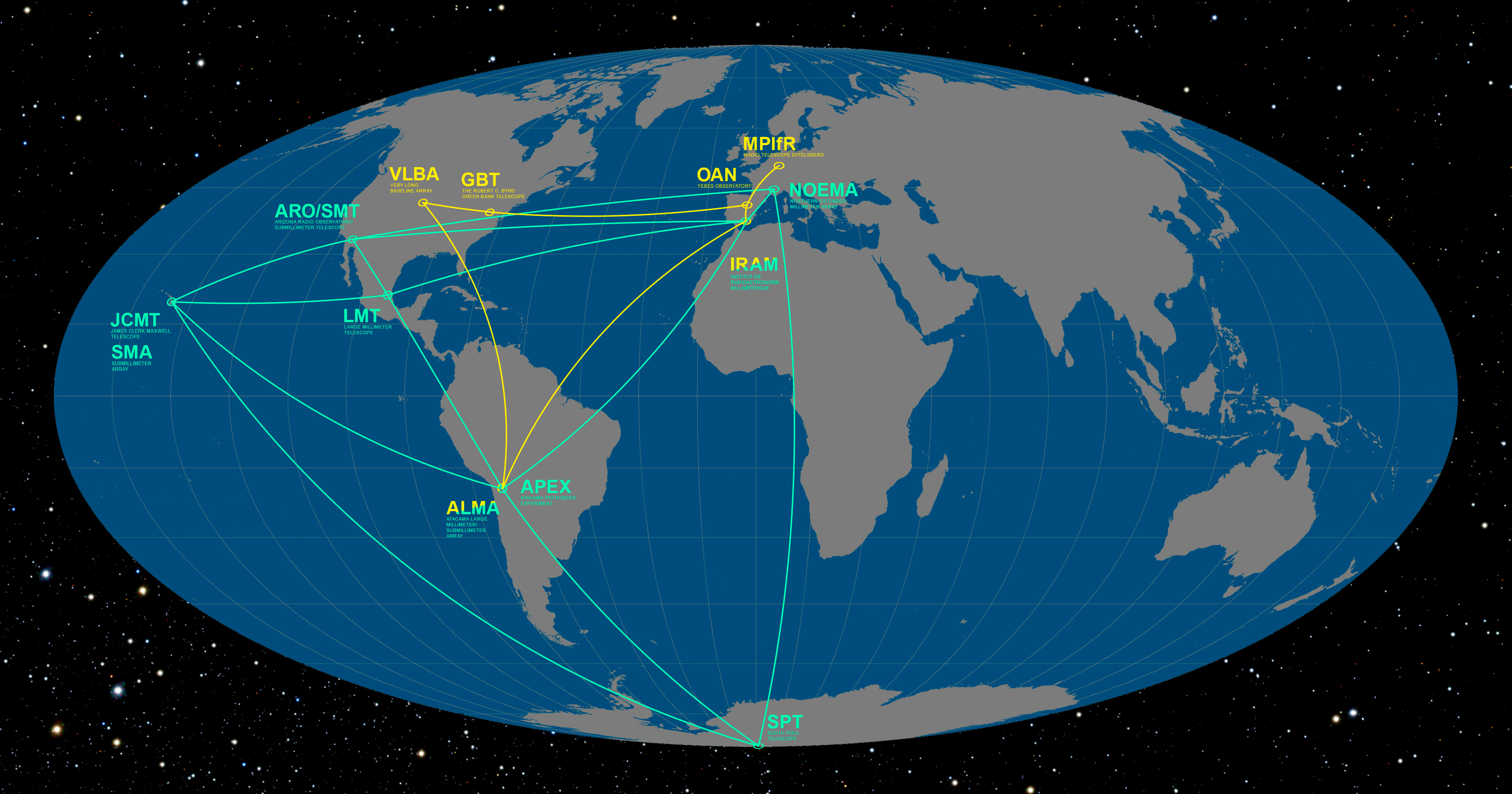
Az Eseményhorizont Távcső (EHT) és a Global mm-VLBI Array (GMVA) hálózata infografikán.

Az Eseményhorizont Távcső a következő távcsövekből áll:
- Atacamai Nagyméretű Milliméteres/Szubmilliméteres Hálózat
- Atacama Pathfinder Experiment (APEX)(en)
- Heinrich Hertz Szubmilliméteres Távcső(en)
- IRAM 30m távcső(en)
- James Clerk Maxwell Távcső(en)
- Nagyméretű Milliméteres Távcső(en)
- Déli-sark Távcső(en)
- Szubmilliméteres Hálózat(en)